# Córdoba (Quindío)
Córdoba è un comune della Colombia facente parte del dipartimento di Quindío.
L'abitato venne fondato da un gruppo di coloni nel 1912, mentre l'istituzione del comune è del 5 marzo 1967.